# Bảo tàng Xay xát và Nông nghiệp ở Osieczna
Bảo tàng Xay xát và Nông nghiệp ở Osieczna (tiếng Ba Lan: Muzeum Młynarstwa i Rolnictwa w Osiecznej) là một bảo tàng tọa lạc tại số 8 Phố Decan, Osieczna, Ba Lan.

## Lược sử hình thành
Bảo tàng Xay xát và Nông nghiệp ở Osieczna được thành lập vào năm 2012 theo khởi xướng của gia đình Jarosław Jankowski.
Các bộ sưu tập của Bảo tàng được đặt ở hai trong số ba cối xay gió được xây dựng vào nửa sau thế kỷ 18. Các cuộc triển lãm được tổ chức trong cối xay gió "Franciszek" và "Józef-Adam" (cối xay gió thứ ba là "Leon" thuộc sở hữu tư nhân và không phải là một phần của Bảo tàng). Các cối xay gió này đã được cải tạo vào năm 2007.

## Triển lãm
Cối xay gió "Franciszek" là nơi trưng bày các hiện vật và kỷ vật có liên quan đến lịch sử và dân tộc học của vùng Wielkopolskie, Dolnośląskie và Lubusz. Bộ sưu tập hiện đang bao gồm các công cụ cũ, vật dụng hàng ngày, trang phục dân gian và nghệ thuật dân gian. Mặt khác, trong cối xay gió "Józef-Adam", nội thất lịch sử của cối xay đã được phục dựng, đồng thời những thiết bị và dụng cụ ban đầu được bảo tồn.
Ngoài ra, Bảo tàng cũng tổ chức các lớp học lịch sử, hội họa và điêu khắc ngoài trời.

## Giờ mở cửa
Du khách có thể tham quan Bảo tàng Xay xát và Nông nghiệp ở Osieczna sau khi có sự sắp xếp trước với người phụ trách Bảo tàng.